# Manakathur, Arsikere
Manakathur là một làng thuộc tehsil Arsikere, huyện Hassan, bang Karnataka, Ấn Độ.